# Ventilirana fasada
Ventilirana fasada je sustav gradnje vanjskog zida kuća, sastavljen od nosive metalne podkonstrukcije na koju se slažu fasadni paneli, sloja mineralne vune za toplinsku izolaciju i prostora za ventilaciju. Svi dijelovi imaju strogi raspored i ulogu unutar sustava:
- postojeći zid zgrade.
- sloj toplinske izolacije.
- podkonstrukcija za panele.
- fasadni paneli.
- profil na spoju panela.
- prostor za ventilaciju.

Ideja ventilirane fasade proistekla je iz takozvanog efekta dimnjaka. Efekt dimnjaka je pojava povezana s podizanjem toplog zraka koji je lakši od hladnog. Dimnjak radi tako da je dim unutar njega puno topliji od vanjskog zraka, pa se brzo uzdiže prema gore. Kaže se da dimnjak dobro „vuče“. Upotrijebljen na ventiliranoj fasadi taj efekt izražava činjenicu da je zrak unutar prostora za ventilaciju topliji od vanjskog i da nastoji pobjeći kroz izlaz na vrhu fasade. Ovaj tlak zraka uzrokuje povećanu ventilaciju unutar same fasade. Ovakav tip fasade poznat je pod nekoliko naziva, kao što su vjetrena fasada, prozračivana fasada, samoventilirana fasada, ili fasada sa zračnim slojem i oblogom, straga provjetravana fasada. Ventilirane fasade u širem smislu mogu biti dvostruke fasade s mehaničkom ventilacijom, ili su samoventilirane sa slobodnom cirkulacijom zraka provjetravanjem.
Noseća podkonstrukcija sastoji se od profiliranih metalnih horizontalnih i vertikalnih dijelova koji su pričvršćeni nosačima na postojeći zid. Glavna uloga podkonstrukcije je nošenje težine svih elemenata fasade, kao i prenošenje svih statičkih i dinamičkih opterećenja od vanjskih utjecaja na fasadu, posebno vjetra. Podkonstrukcija mora omogućavati izravnavanje neravnina na postojećim zidovima. Sloj izolacije je najčešće mineralna vuna. Pruža toplinsku izolaciju fasade i zahvaljujući svojoj zrakopropusnoj vlaknastoj strukturi omogućava isparavanje kondenzirane vlage. Materijal je nezapaljiv i sprječava širenje požara.
Prostor za ventilaciju regulira prijenos topline na zidove i omogućava brzo isparavanje vode. Zbog ventilacije izolacija ostaje suha i optimalno učinkovita. Kod visokih objekata pojavljuje se jako strujanje zraka, pa se kamena vuna najčešće tvornički oblaže staklenim slojem koji štiti površinu izolacije od abrazije.
Paneli čine završno lice fasade. Omogućavaju bogat repertoar oblikovanja i boja. Štite fasadu od oborina i doprinose zvučnoj i toplinskoj izolaciji objekta. Zbog male mase znatno ubrzavaju proces gradnje i smanjuju opterećenje na nosivu konstrukciju. Proizvedeni su i postavljani tako da zadovoljavaju sve zahtjeve statike i ljepote.
Prosječna količina vodene pare koja se dnevno stvara u četveročlanom domaćinstvu iznosi preko 12 kg - sam boravak ljudi, kupanje, kuhanje, pranje i sušenje rublja, te biljke, veliki su izvori vlage koja u sve kvalitetnije izoliranim objektima teško pronalazi izlaz van. Sitne molekule vodene pare difuzijom će naći svoj put kroz zidove i strop te će, ako pritom naiđu na hladni i paronepropusni materijal, doći do kondenzacije i taloženja vode u izolaciji i konstrukciji zidova. Iz tog razloga vanjski zidovi moraju biti ventilirani ili izuzetno paropropusni.